# Мью (покемон)
Мью (яп. ミュウ Мю:, англ. Mew) — покемон, существо из серии игр, манги и аниме «Покемон», принадлежащей компаниям Nintendo и Game Freak. Во вселенной «Покемона» Мью является одним из мифических покемонов. Он был добавлен в игры Pokémon Red и Blue программистом Сигэки Моримото в качестве секретного персонажа, и затем был обнаружен игроками через data mining. Вокруг появления Мью в играх ходило много слухов, что привело к большему успеху франшизы «Покемон». Долгое время Мью можно было поймать только во время специальных мероприятий, проводящихся Nintendo, или с помощью багов.
Первое появление Мью в аниме произошло в 1998 году в «Покемон: Мьюту против Мью», где ему была отведена главная роль вместе с Мьюту. По сюжету группа учёных нашла в джунглях Гайаны окаменелую ресницу Мью, после чего создала с помощью неё Мьюту, генетически улучшенного клона Мью. Впоследствии Мью также выступил главным персонажем вместе с Лукарио в фильме «Покемон: Лукарио и тайна Мью», где была раскрыта его предыстория. В специальном эпизоде «Покемон: Тайный властитель миражных покемонов» протагонистом стала миражная версия Мью, которая помогла Эшу и его друзьям. Также Мью упоминался в полнометражном фильме «Покемон: Детектив Пикачу».

## Концепция и создание
В отличие от других персонажей франшизы Кэн Сугимори, художественный руководитель серии игр Pokémon не участвовал в разработке Мью. Мью был тайно добавлен в Pokémon Red и Blue программистом Сигэки Моримото в качестве шутки, прямо перед выходом игр в Японии. Предполагалось, что только сотрудники Game Freak узнают о покемоне и смогут его получить. Мью был добавлен под самый конец разработки игр благодаря тому, что функция отладки была отключена и освободилось достаточно места для ещё одного персонажа. Игроки смогли встретить и поймать покемона с помощью обнаруженного бага.
Весной 1996 года Сатоси Тадзири, директор Game Freak, протестировал японский журнал с мангой CoroCoro Comic в качестве площадки для дистрибуции бесплатных карточек Pokémon TCG с изображением Мью, что удивило многих сотрудников компании, включая Моримото. Эксперимент прошёл успешно, и 15 апреля 1996 года Game Freak анонсировала конкурс, по итогам которого 151 победитель получил Мью в игре. Количество победителей отражало количество покемонов 1-го поколения и порядковый номер Мью в покедексе, внутриигровой энциклопедии по покемонам. Тадзири отмечал, что эти инициативы создали ажиотаж вокруг «невидимого персонажа», помогли сохранить интерес к играм, породили слухи и мифы, которые передавались от игрока к игроку. Всё это в конечном итоге привело к увеличению продаж Pokémon Red и Blue.

## Реакция и отзывы
Из-за своих сбалансированных показателей и возможности выучить любой приём Мью считается одним из лучших покемонов в играх Red, Blue и Yellow. Исследования влияния вымышленных персонажей на детей, таких как в книге Pikachu’s Global Adventure: The Rise and Fall of Pokémon, показали, что Мью наиболее популярен среди девочек, которым нравятся «милые» персонажи; Мьюту же наоборот пользуется популярностью среди более взрослых мальчиков, которые интересуются «сильными и страшными» персонажами. В книге Media and the Make-believe Worlds of Children было отмечено похожее сравнение. Мью был описан как «детский и нежный, сильный и милый», подчёркивая его значимость для детей тем, что он контрастирует с Мьюту. По версии IGN Мью был признан одним из лучших покемонов психического типа наравне с Мьюту, Алаказамом и Старми. Также он был назван хорошим соперником Мьюту и непредсказуемым покемоном из-за того, что он может выучить любую атаку в играх.
Распространение Мью посредством специальных мероприятий называли одной из главных причин успеха серии игр в Японии. Однако журнал Computer and Video Games критиковал эксклюзивность Мью на мероприятиях Nintendo, называя это одним из худших аспектов серии игр о покемонах, так как Мью можно было поймать с помощью специальных устройств, наподобие Pro Action Replay, что делало мероприятия бесполезными и устаревшими. Мью занял шестое место в списке «25 крутейших скрытых персонажей» по версии сайта UGO.com. Трейси Уэст и Кэтрин Нолл, авторы книги Pokémon Top 10 Handbook, назвали Мью лучшим легендарным покемоном и пятым лучшим покемоном вообще.